# Журловка
Журловка — посёлок разъезда в Кочкуровском районе Мордовии. Входит в состав Семилейского сельского поселения.

## География
Посёлок разъезда находится у железнодорожной линии Рузаевка — Ульяновск, на расстоянии примерно 11 км (по прямой) к юго-западу от села Кочкурово, административного центра района.

## История
Впервые упоминается в 1869 году как казённая и владельческая деревня Саранского уезда, состоящая из 22 дворов. Название дано по фамилии бывших владельцев Журловских.

## Население
| 2002 | 2010 |
| ---- | ---- |
| 16   | ↘13  |

### Национальный состав
Согласно результатам переписи 2002 года, в национальной структуре населения русские составляли 69 % из 16 чел.